# حوذان بصيلي
الحوذان البصيلي نوع نباتي يتبع جنس الحوذان من الفصيلة الحوذانية.
موطنه الأصلي غرب أوروبا وصولاً إلى السواحل الشمالية للبحر المتوسط. أدخل إلى شرق وغرب أمريكا الشمالية حيث ينتشر كحشيشة.

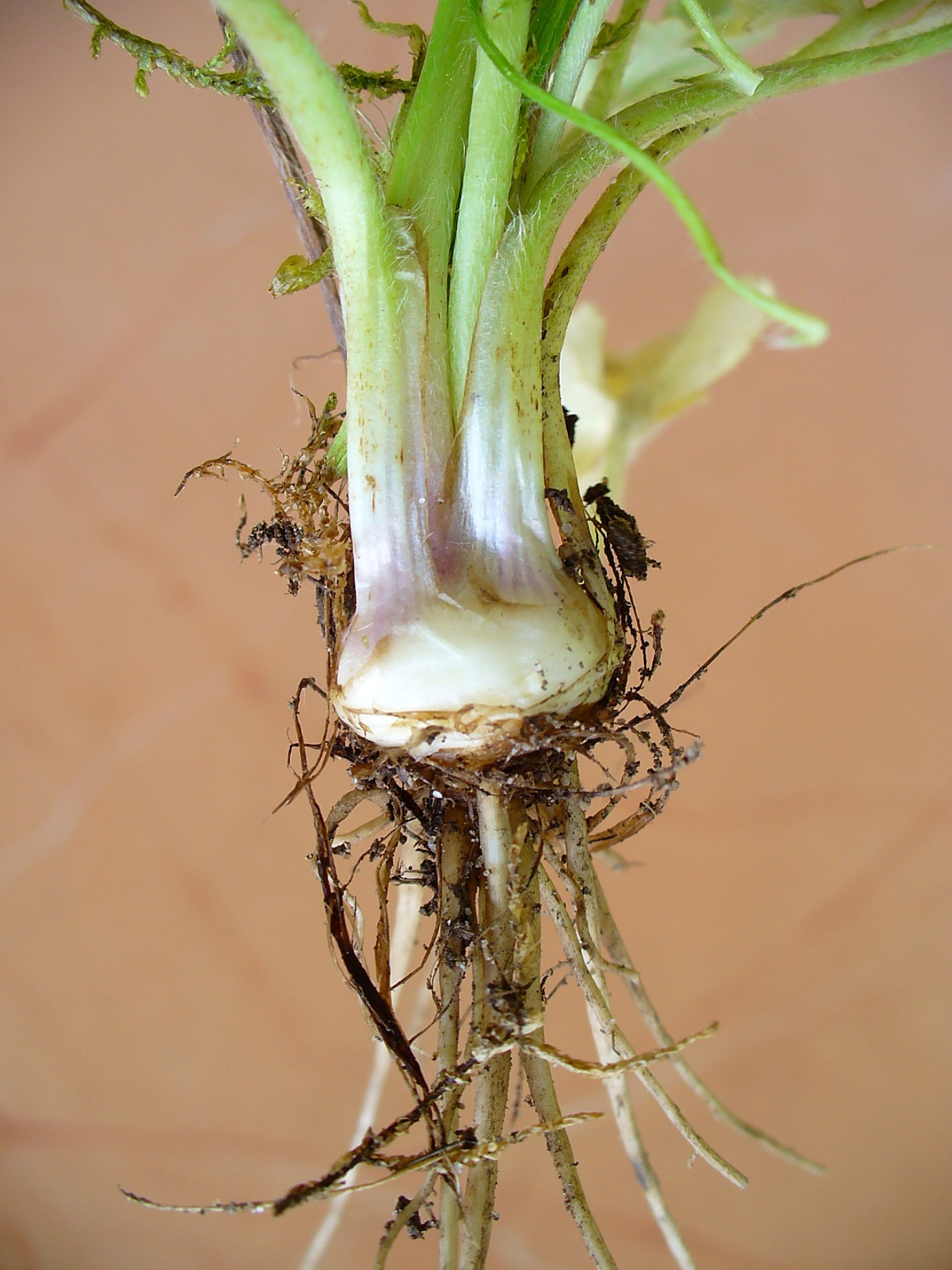
بصلة الحوذان البصيلي